# Lasse Vibe
Lasse Vibe (Tranbjerg, 22 febbraio 1987) è un ex calciatore danese, di ruolo attaccante.

## Carriera

### Club
A livello giovanile, Vibe si è diviso fra l'AIA-Tranbjerg, formazione del centro abitato in cui è nato, e l'Aarhus.
Un infortunio al ginocchio ha inizialmente ostacolato il suo passaggio dalle giovanili – di cui è stato anche capitano – alla squadra riserve dello stesso Aarhus. Ristabilitosi, ha trovato il debutto anche con la prima squadra in occasione dell'ultima giornata del campionato di 1. Division 2006-2007, una partita pressoché ininfluente in quanto la squadra si era già assicurata la promozione matematica in Superligaen. Il 28 giugno 2007 ha sottoscritto un nuovo contratto biennale, dopo quello firmato due anni prima. Durante la stagione 2007-2008 non ha collezionato presenze ufficiali con la prima squadra. Il 23 agosto 2008 è tornato a giocare una partita ufficiale con l'Aarhus, realizzando una doppietta in Coppa di Danimarca nella vittoria per 8-0 contro i dilettanti del Viby IF. Nel dicembre 2008 ha deciso di lasciare la squadra per trovare maggiore spazio altrove.
La sua carriera è proseguita nella terza serie danese, trasferendosi ufficialmente al Fyn a partire dal 1º gennaio 2009. Nella restante parte di stagione ha segnato 7 gol in 13 partite, contribuendo alla promozione in seconda serie. Anche durante l'anno successivo ha realizzato 7 reti, ma questa volta nell'arco di tutto il campionato.
Dopo i 18 mesi trascorsi al Fyn, ha continuato a giocate in seconda serie con l'ingaggio da parte del Vestsjælland, con un'operazione di mercato annunciata nel febbraio 2010 ma effettiva dal successivo luglio. La sua prima stagione con i Vikings si è chiusa con 29 presenze in campionato e 12 reti. Nella prima parte del torneo 2011-2012 ha segnato 6 gol in 15 partite, prima di partire nel dicembre 2011.
Nella pausa estiva del campionato 2011-2012 ha iniziato la sua prima parentesi in Superligaen, avendo attirato le attenzioni del SønderjyskE. L'esordio nella massima serie è avvenuto il 4 marzo 2012, quando è partito titolare nella sconfitta esterna per 1-0 contro il Brøndby. Ha concluso la stagione 2012-2013 con 14 partite e 6 gol all'attivo, seguiti dalle 33 presenze e 13 realizzazioni del torneo successivo (8 delle quali, realizzate nell'arco di 11 incontri).
Nonostante il rinnovo contrattuale fino all'estate 2015, Vibe ha lasciato il SønderjyskE nell'estate 2013, quando è stato acquistato dagli svedesi dell'IFK Göteborg. Ha chiuso la Allsvenskan 2014 con due reti in 14 partite, ma la sua produzione offensiva è esplosa nel corso del campionato dell'anno successivo, quando si è laureato capocannoniere con 23 gol in 26 partite disputate, nessuno di questi giunto su calcio di rigore. Nonostante ciò, l'IFK Göteborg non è riuscito a vincere il titolo nazionale essendo arrivando secondo, ma il 17 maggio 2015 i biancoblu hanno vinto la Svenska Cupen battendo 2-1 l'Örebro grazie anche a Vibe che aveva segnato il gol del temporaneo pareggio.
Il 24 luglio 2015 è stato annunciato il trasferimento di Vibe dall'IFK Göteborg al Brentford nella Championship inglese in cambio di una cifra che, stando ai media, ammontava a circa 1,3 milioni di euro. Dopo due presenze da subentrante, complice la cessione di Andre Gray ha trovato un posto da titolare alla quarta giornata, anche se come ala. L'infortunio occorso a Marco Djuricin nel novembre 2015 ha portato poi il tecnico Lee Carsley a spostare Vibe al centro dell'attacco come unica punta. Dal periodo natalizio fino alla fine del mese di marzo è rimasto a secco di gol, tornando però a segnare 7 reti tra il mese di aprile e l'ultima giornata disputata il 7 maggio. A fine stagione aveva all'attivo 14 reti, miglior marcatore stagionale del Brentford insieme ad Alan Judge. Nella 2016-2017 è andato a segno in 15 occasioni, buona parte di esse realizzate nella seconda metà di stagione, diventando anche in questo caso il top scorer della squadra di quell'anno. Nell'agosto 2017 si è infortunato al piede durante la sconfitta contro l'Ipswich, rimanendo fuori causa per circa un mese e mezzo.
Nel febbraio 2018 è stato ceduto in Cina al Changchun Yatai, club militante nella locale Super League. La sua parentesi asiatica è però durata solo un anno, essendo terminata con una rescissione.
Vibe è tornato a giocare con l'IFK Göteborg nell'aprile 2019, a quasi quattro anni dalla fortunata parentesi precedente: rispetto a quel periodo, però, la squadra era reduce da due annate di piazzamenti di bassa classifica. Il giocatore, trentaduenne, ha firmato per un anno con un'opzione di rinnovo. A seguito della cessione di Sebastian Ohlsson, avvenuta a fine agosto, ha ereditato la fascia di capitano. A fine stagione, dopo aver collezionato 5 gol in 20 presenze, Vibe ha annunciato con una lettera ai tifosi che per motivi familiari sarebbe tornato in Danimarca senza esercitare l'opzione di rinnovo.
La sua squadra successiva è stata appunto danese, ovvero il Midtjylland, con cui ha sottoscritto un contratto di un anno e mezzo valido fino all'estate del 2021.
Si è ritirato dal calcio giocato al termine della stagione 2020-2021, all'età di 34 anni.

### Nazionale
Il 3 settembre 2014 ha esordito con la Nazionale danese maggiore nell'amichevole persa contro la Turchia per 2-1. L'11 ottobre dello stesso anno ha realizzato il primo gol, che ha fissato il punteggio sull'1-1 nella trasferta in Albania valida per le qualificazioni agli Europei 2016. Nel 2016 ha partecipato alle Olimpiadi in Brasile.

## Palmarès

### Club

#### Competizioni nazionali
- Campionato danese: 1

Midtjylland: 2019-2020
- Coppa di Svezia: 1

Göteborg: 2014-2015

### Individuale
- Capocannoniere della Allsvenskan: 1

2014 (23 gol)